# ヴァルペルガ
ヴァルペルガ（伊: Valperga）は、イタリア共和国ピエモンテ州トリノ県にある、人口約3,000人の基礎自治体（コムーネ）。

## 地理

### 位置・広がり

#### 隣接コムーネ
隣接するコムーネは以下の通り。
- カステッラモンテ
- クオルニェ
- ペルトゥージオ
- プラスコルサーノ
- プラティリオーネ
- サラッサ
- サン・ポンソ